# 무라카미번
무라카미 번(일본어: 村上藩 무라카미한[*])은 일본 에도 시대 에치고국 내에 있던 번으로, 지금의 니가타현 무라카미시에 위치했다. 번청은 무라카미 성이다.

## 번의 역사
우에스기 겐신의 시대에 무라카미 지역은 겐신 휘하에 있던 용장 혼조 시게나가가 다스리고 있었다.
게이초 3년(1598년) 5월, 우에스기 가게카쓰가 도요토미 히데요시의 명에 따라 아이즈로 옮겨간 뒤, 에치고 국의 국주는 호리 히데하루가 맡게 되었다. 이때 히데하루의 요리키 다이묘(与力大名)로서 무라카미 요리카쓰가 가가국 고마쓰로부터 옮겨와 9만 석 영지를 통치하게 된 것이 무라카미 번의 시작이다. 요리카쓰는 게이초 5년(1600년)의 세키가하라 전투에서 동군에 가담하여 에치고 국에 있었고, 서군 편에 선 가게카쓰의 선동으로 일어난 에치고 잇키를 진압하는 전공을 세워, 전투 이후 도쿠가와 이에야스로부터 영지 지배를 인정받았다. 요리카쓰는 무라카미 성과 조카마치의 확장공사를 시행하였고, 영지 내의 토지조사도 실시하여 번의 통치 체제를 확고히 하였다. 그러나 겐나 4년(1618년) 음력 4월, 요리카쓰의 뒤를 이은 양자 무라카미 다다카쓰가 가문 소동을 이유로 영지를 몰수당하면서, 단바국 사사야마 번주 마쓰다이라 야스시게의 감시를 받게 되었다.
무라카미 가문 대신 호리 나오요리가 에치고 자오도번으로부터 10만 석으로 입봉하였다. 나오요리는 무라카미 성을 더 확장하고 조카마치를 정비하였으며, 영지 내의 산업 육성에 힘썼지만, 쇼군 가문으로부터의 경호 명령에 따라 과대한 상비병력을 유지할 필요가 있었기 때문에, 영지 내에 가혹한 토지조사를 실시하고, 10만 석인 고쿠다카를 17만 석으로 과대 신고했다. 그러나 간에이 15년 (1638년)음력 7월, 나오요리의 장남인 호리 나오쓰구가 나오요리보다 먼저 사망하고, 이듬해인 간에이 16년(1639년) 음력 6월 29일에는 나오요리마저 사망하면서, 나오쓰구의 아들 호리 나오사다가 그 뒤를 잇게 되었다. 이때 영지 3만 석을 추가로 지급받았으나, 동생인 호리 나오토키에게 3만 석을 그대로 지급해주었다. 그런데 나오사다조차 간에이 19년(1642년) 음력 3월 22일에 7세의 나이로 사망하였고, 나오토키를 후계자로 세우려는 움직임도 인정받지 못하면서, 결국 호리 가문은 후사 없이 단절되고 무라카미 번은 폐지되었다.
쇼호 원년(1644년) 음력 3월, 도토미국 가케가와번으로부터 혼다 다다카쓰의 손자인 혼다 다다요시가 10만 석으로 무라카미에 입봉하면서, 무라카미 번이 다시 세워졌다. 하지만 다다요시는 겨우 5년 뒤인 게이안 2년(1649년) 음력 6월에 무쓰국 시라카와번으로 옮겨가게 되었다.
대신 유키 히데야스의 손자인 마쓰다이라 나오노리가 하리마국 히메지번으로부터 15만 석으로 무라카미에 들어왔다. 나오노리는 성곽의 대개축과 조카마치 확장공사를 시행하는 등, 무라카미 번은 이때 최전성기를 맞게 된다. 하지만 그 비용을 염출하는 과정에서 영지 내의 토지조사를 가혹하게 실시하였고, 농민들의 도망이 속출하였다. 또한 나오노리도 18년 뒤인 간분 7년(1667년) 음력 6월에 옛 영지인 히메지로 돌아가 버렸다.
대신 히메지로부터 사카키바라 마사미치가 번주로 들어왔다. 간분 7년 음력 10월, 무라마키 성의 천수각 3층 건물이 낙뢰로 인해 소실되었고, 이후 천수각은 다시 조영되지 않았다. 호에이 원년(1704년) 음력 5월 28일, 마사미치의 뒤를 이은 번주 사카키바라 마사쿠니가 히메지로 전봉되면서, 대신 히메지로부터 혼다 다다타카가 15만 석 영주로 들어왔다. 하지만 다다타카는 무라카미 성에 한 번도 들어가 보지도 못하고 호에이 6년(1709년) 음력 9월 13일에 사망하였다. 다다타카에게 후사가 없었기 때문에 혼다 헤이하치로 가문(本多平八郎家)은 단절될 터였지만, 이 가문은 혼다 다다카쓰 이래로 명문이었기 때문에, 막부는 일족인 혼다 다다나가로 하여금 그 뒤를 잇게 하여 가문의 이름을 존속시켰다. 대신 영지는 5만 석으로 줄었다. 이 때문에 무라카미 번은 많은 수의 가신을 데리고 있을 수가 없게 되어, 사무라이와 아시가루 포함 430명을 정리해고하였다. 다다요시는 이듬해 미카와국 가리야 번으로 전봉되었다. 대신 고즈케국 다카사키번으로부터 마쓰다이라 데루사다가 7만 2천 석 영주로서 무라카미에 들어왔다. 데루사다는 5대 쇼군 도쿠가와 쓰나요시 휘하에서 활약하던 인물이나, 도쿠가와 이에노부가 쇼군으로 취임하면서 실각하고 무라카미로 옮겨온 것이다. 데루사다의 재위기에 무라카미 월소 사건이 발생했다. 하지만 도쿠가와 요시무네가 쇼군이 되면서, 데루사다는 다시 복권되어 교호 2년(1717년) 음력 2월, 옛 영지인 다카사키로 돌아갔다.
그리고 무라카미 5만 석 영지에는 마나베 아키후사가 들어왔다. 요시무네에게 미움을 받은 아키후사는 좌천되어 무라카미로 들어온 것이었다. 아키후사의 사후 막내동생인 마나베 아키토키가 그 뒤를 이었으나, 교호 5년(1720년) 음력 9월 12일, 에치젠국 사바에 번으로 전봉되었다. 그 뒤에 들어온 것은 나이토 가문(内藤氏)이며, 이때부터 번주 가문이 안정되었다.
나이토 가문은 도쿠가와 이에야스의 배다른 동생인 나이토 노부나리 계통의 가문이다. 나이토 가문의 번주들은 막부의 여러 역직들을 역임하였다. 그리고 8대 번주 나이토 노부타미는 막부 말의 혼란 상황에서 번내의 의견 대립으로 고심하다가, 게이오 4년(1868년) 음력 7월 16일, 일찍 세상을 떠났다. 이로 인해 무라카미 번은 번주가 부재한 상황이 되었고, 좌막파 가로 도리이 마사요시(鳥居和祚)가 번 통치의 주도권을 장악하게 되었다. 마사요시는 쇼나이번과 함께 구막부군의 편을 들어 신정부군과 교전하였으나, 결국 패배하여 9월 27일 항복했다.
메이지 2년(1869년) 2월, 노부타미의 뒤를 이은 나이토 노부토미가 신정부로부터 가문의 상속을 허락받았고, 같은해 6월에는 판적봉환으로 무라카미 번지사가 되었다. 메이지 4년(1871년), 폐번치현에 의해 무라카미 번은 소멸되어 무라카미 현이 되었고, 같은해 11월에는 니가타현에 흡수되었다.

## 역대 번주
무라카미 가문
1. 무라카미 요리카쓰(村上頼勝) 재위 1598년 ~ 1604년
2. 무라카미 다다카쓰(村上忠勝) 재위 1604년 ~ 1618년

호리 가문
1. 호리 나오요리(堀直寄) 재위 1618년 ~ 1636년
2. 호리 나오쓰구(堀直次) 재위 1636년 ~ 1638년
3. 호리 나오사다(堀直定) 재위 1638년 ~ 1642년

혼다 헤이하치로 가문
- 혼다 다다요시(本多忠義) 재위 1644년 ~ 1649년

에치젠 마쓰다이라 가문
- 마쓰다이라 나오노리(松平直矩) 재위 1649년 ~ 1667년

사카키바라 가문
1. 사카키바라 마사미치(榊原政倫) 재위 1667년 ~ 1683년
2. 사카키바라 마사쿠니(榊原政邦) 재위 1683년 ~ 1704년

혼다 헤이하치로 가문(종가)
1. 혼다 다다타카(本多忠孝) 재위 1704년 ~ 1709년
2. 혼다 다다나가(本多忠良) 재위 1709년 ~ 1710년

오코치 마쓰다이라 가문
- 마쓰다이라 데루사다(松平輝貞) 재위 1710년 ~ 1717년

마나베 가문
1. 마나베 아키후사(間部詮房) 재위 1717년 ~ 1720년
2. 마나베 아키토키(間部詮言) 재위 1720년

나이토 가문
1. 나이토 가즈노부(内藤弌信) 재위 1720년 ~ 1725년
2. 나이토 노부테루(内藤信輝) 재위 1725년
3. 나이토 노부오키(内藤信興) 재위 1725년 ~ 1761년
4. 나이토 노부아키라(内藤信旭) 재위 1761년 ~ 1762년
5. 나이토 노부요리(内藤信凭) 재위 1762년 ~ 1781년
6. 나이토 노부아쓰(内藤信敦) 재위 1781년 ~ 1825년
7. 나이토 노부치카(内藤信親) 재위 1825년 ~ 1864년
8. 나이토 노부타미(内藤信民) 재위 1864년 ~ 1868년
9. 나이토 노부토미(内藤信美) 재위 1868년 ~ 1871년

## 같이 보기
- 폐번치현